# Sega System 16
Il Sega System 16 è una scheda madre arcade a 16 bit prodotta da SEGA nel 1985. Tra i giochi pubblicati che utilizzavano questa scheda figurano Altered Beast, Fantasy Zone e Shinobi.
In entrambe le versioni, 16A e 16B, presentava come CPU un Motorola 68000, affiancato da un Zilog Z80 adoperato per il sonoro.